# Kwort Linux
Kwort Linux — дистрибутив Linux, основанный на CRUX. Графической оболочкой Kwort является Openbox.

## Возможности
Kwort Linux имеет ISO для компьютеров x86-64 с размером 874 МБ. Имеет базовый экран загрузки, графический текстовый установщик, используется старая школьная сессия, основанная на Xfce.

## Системные требования
Kwort требует следующие системные требования:
- x86-64—процессор.
- 512 МБ ОЗУ.
- 1,4 ГБ свободного пространства на жёстком диске.

## Менеджер пакетов
Kwort Linux имеет менеджера пакетов kpkg. kpkg может загружать и устанавливать пакеты из зеркал репозиторий Kwort или другого зеркала репозиторий. Система пакетов имеет базовые функции, такие как установка, и удаление или расширенные функции.

## Мнения
Tux Machines рассмотрел Kwort в марте 2006 года. Tux Machines написал:
Вскоре после загрузки установочного компакт-диска стало известно, что Kwort основан на Slackware. Они используют слегка упрощённый установщик Slackware. В основном, перед началом установки задается только целевой раздел, а затем устанавливается базовая система. После чего он спрашивает о вашем модеме, конфигурации сети и вариантах LILO. При загрузке пользователь переходит на рабочий стол через конфигурацию alsa, пароля root, и учётной записи пользователя, прежде чем он снова попросит установить CD.
Tux Machines также рассмотрел Kwort Linux в 2007 году.
Джесси Смит написала обзор Kwort 4.3 для DistroWatch Weekly:
Инструкции по установке сообщают нам, что нам нужно будет немного поработать вручную, чтобы получить новую копию Kwort, и запустить её. Иногда инструкции сокращены, и я рекомендую прочитать онлайн-копию руководства по установке, поскольку они заполняют некоторые пробелы. В Kwort нет системного установщика, поэтому мы используем утилиты командной строки для разделения жёсткого диска, форматирования разделов диска, и монтирования областей диска, на которых мы планируем установить дистрибутив. Затем мы запускаем команду под названием «pkgsinstall», которая копирует базовую операционную систему на наш ожидающий жёсткий диск. Затем нам нужно вручную отредактировать наш файл fstab и файл конфигурации системы rc.conf, чтобы убедиться, что у него есть правильная раскладка клавиатуры и часовой пояс. Другая команда устанавливает пароль root. Затем нам нужно решить, какой загрузчик для установки (LILO или GRUB), а также поддерживающие пакеты, и запускать команды для установки загрузчика, и его настройки. Опять же, этапы установки немного расплывчаты здесь, и я рекомендую посетить онлайн-документацию, чтобы увидеть примеры того, как лучше всего продолжить. Предположим, что мы успешно установили загрузчик, мы можем перезагрузить компьютер и начать изучение Kwort.